# سرخو ناروز
سرخو ناروز (انگلیسی: Sergio Narváez؛ زادهٔ ۱۱ ژوئیهٔ ۱۹۸۵) بازیکن فوتبال اهل اسپانیا است.
از باشگاه‌هایی که در آن بازی کرده‌است می‌توان به باشگاه فوتبال خرز اشاره کرد.